# Kairakutei Black I
Pour les articles homonymes, voir Black.
Henry James Black, né le 22 décembre 1858 à Adélaïde, mort le 19 septembre 1923, est un acteur de kabuki, et le premier étranger de rakugo à jouer au Japon. Exerçant sous le nom de Kairakutei Black I (初代 快楽亭 ブラック Shodai Kairakutei Burakku), il était aussi connu sous celui de Black Ishii (石井 貎刺屈 Ishii Burakku).

## Jeunesse
Son père est J. R. Black (en), chanteur et éditeur de plusieurs journaux au Japon, dont The Far East (en). Né à Adélaïde le 22 décembre 1858, Black vit au Japon depuis l'âge de trois ans. Suivant les engagements de son père, il devient le premier acteur de kabuki né à l'étranger.
Black travaille comme professeur d'anglais pendant environ dix ans et publie même un manuel pendant cette période. Il apprend le japonais en partie en fréquentant la maison d'édition de son père et commence à se produire sur scène et à raconter des histoires amusantes sur de célèbres personnages historiques européens. Son public est stupéfait de voir un étranger non seulement parler couramment le japonais mais aussi le parler assez couramment pour le faire rire. Il publie quelques-unes de ses histoires sous forme de livre. Au début des années 1890, l'enseignement de l'anglais est moins populaire et Black se met au rakugo en dépit de sa mère et son frère qui estiment que ce travail est non seulement indigne mais également instable. Le maître de rakugo, Sanyutei Encho, le prend volontiers sous son aile.

## Kabuki et rakugo
En mars 1891, Black adopte le nom de scène Kairakutei (Plaisir) Black (快楽亭ブラック) et peu après s'essaye à jouer sur une scène de kabuki. C'est un succès immédiat ; il interprète des rôles féminins et continue de livrer des versions imprimées de ses histoires rakugo. Sa mère, et surtout son frère John, se montrent de plus en plus hostiles. John explose vraiment au cours d'une de ses représentations et réussit à y mettre précocement fin en criant haut et fort des insultes et en l'appelant une honte pour la famille. L'année suivante, Black réagit en prenant la nationalité japonaise et le nom Ishii Black. Il est adopté par Ishii Mine, propriétaire d'une confiserie, et semble avoir coupé les liens avec sa famille à partir de ce moment.
Black épouse Aka, la fille de Mine, mais le mariage se termine en divorce au bout de deux ans. En 1903, Black réalise peut-être le premier enregistrement sonore au Japon en enregistrant l'une de ses histoires pour la société British Gramophone. En 1904, il dévoile son chef-d'œuvre comique, Biiru no Kakenomi (Le pari de boire de la bière) dans lequel l'ami d'un homme lui parie qu'il ne peut pas boire quinze bouteilles de bière en une seule séance. L'homme accepte le défi mais s'arrête dans un pub à l'aller pour vérifier qu'il peut le faire (avec le résultat évident qu'il est déjà trop ivre pour boire une autre quinzaine avant même de commencer). Une version de cette histoire est encore un populaire conte rakugo, même encore aujourd'hui.
Black est sans cesse en tournée mais au fur et à mesure que passe le temps, sa popularité et ses revenus en baisse le dépriment. Il tente de se suicider en 1908 en buvant de l'arsenic mais survit. Sa carrière se délite lentement et il vit avec son fils adoptif, Ishii Seikichi, un autre artiste, et sa famille. Mort d'un accident vasculaire cérébral le 19 septembre 1923 à l'âge de 64 ans, il est enterré au cimetière pour étrangers de Yokohama.

## Source de la traduction
- (en) Cet article est partiellement ou en totalité issu de l’article de Wikipédia en anglais intitulé « Kairakutei Black I » (voir la liste des auteurs).